# Spilosoma suturata
Spilosoma suturata là một loài bướm đêm thuộc phân họ Arctiinae, họ Erebidae.